# NGC 6008B
NGC 6008B ist eine 14 mag. helle, linsenförmige Galaxie vom Hubble-Typ E/S0 im Sternbild Schlange. Sie ist gravitativ an NGC 6008 gebunden, befindet sich in einer Entfernung von 233 Millionen Lichtjahren von der Milchstraße und hat einen Durchmesser von 50.000 Lichtjahren.